# 空燃比計
空燃比計は、内燃機関において燃料と空気の混合度を示す空燃比を指示する計器、測定器である。
以下では特に、自動車、オートバイの空燃比計に関して記述する。

## 概要
エンジンにとっては空燃比は排ガス浄化や燃焼効率の多寡を示す重要な要素の一つである。走行中の空燃比の急激な変化、特に空燃比が薄くなる方向（リーン方向）への急激な変化はエンジンの状態を示す指標ともなる。
空燃比の測定は燃料噴射装置の登場と触媒の実用化と共に一般的となり、マフラーや触媒に備えられたO2センサーの抵抗値の上下動によって、エンジンコントロールユニットに空燃比が伝達される。現在は空燃比は回転数に応じて触媒の排ガス浄化に適した数値に適宜変更することが理想とされており、純正装着されている燃料噴射装置やキャブレターはほとんどが工場出荷状態で最適の値にセッティングされているため、空燃比計が純正装着されている車両は極めて少なく、ほとんどの場合は空燃比計の代わりに排気の異常高温を示す排気温度警告灯で代用されている。